# Округ Хикман (Кентаки)
Хикман (енгл. Hickman County) је округ у америчкој савезној држави Кентаки.

## Демографија
По попису из 2010. године број становника је 4.902, што је 360 (-6,8%) становника мање него 2000. године.
| Група             | 2000.         | 2010.         |
| Белци             | 4.614 (87,7%) | 4.298 (87,7%) |
| Афроамериканци    | 521 (9,9%)    | 452 (9,2%)    |
| Азијати           | 3 (0,1%)      | 11 (0,2%)     |
| Хиспаноамериканци | 54 (1,0%)     | 57 (1,2%)     |
| Укупно            | 5.262         | 4.902         |